# Эликсир (фильм, 2015)
«Эликсир» — фильм режиссера Даниила Зинченко. Международная премьера состоялась в 2016 году на 66-м Берлинском кинофестивале. Российская премьера была в 2015 году на фестивале Движение (Омск).

## Сюжет
Современная сказка, главные герои которой — ученые, партизаны, космонавты, чиновники и Родина-мать. Ученый со своим помощником пытается добыть ингредиенты для эликсира, с помощью которого можно будет воскресить всех мёртвых. В это же время силовики разыскивают Плотника, который умеет превращать воду в нефть.

## В ролях
- Александр Горелов — Плотник
- Дмитрий Журавлёв — Майор
- Николай Копейкин — Командир
- Григорий Сельский — Партизан
- Виктория Максимова — Партизанка Чайка
- Анна Алексеева — Космонавтка Чайка
- Олег Руденко-Травин — Учёный
- Сергей Фролов — Серафим
- Виктор Хоркин — Старец
- Анастасия Чупахина — Анна Тимофеевна
- Глеб Алейников — Почтальон
- Алексей Овсянников — Зимний Партизан
- Людмила Зинченко — Родина-мать (голос)
- Надя Гришина, Пётр Жуков (Ладен), Максим Кувыкин, Алина Котова, Михаил Максимов, Deniz Sayki — странники

## Съёмочная группа
- Звукорежиссёры — Андрей Гурьянов, Антон Курышев
- Художники-постановщики — Анастасия Нефёдова, Екатерина Гаврилова
- Монтаж — Даниил Зинченко
- Линейные продюсеры — Люся Артемьева, Алина Котова
- Ассистент режиссёра — Виктория Чупахина
- Подбор актёров — Элеонора Анисимова
- Ассистенты оператора — Екатерина Мишурова, Александра Коракина
- Костюмеры — Людмила Зинченко, Анна Андреева, Мария Филина
- Грим — Виктория Чупахина, Снежана Рафикова
- Графика и спецэффекты — Юрий Голубев, Михаил Максимов, Степан Рожковский, Эмиль Гафуров, Вадим Петриченко, Сергей Метельский
- Цветокоррекция — Юрий Ворохин

## Факты о фильме
- Основные съёмки фильма проходили в августе 2014 на озере Стерж в Тверской области
- В массовых сценах принимали участие жители посёлка Пено
- Из-за ограниченного бюджета актёры, оператор и звукорежиссёры согласились работать бесплатно.